# 日本共産党特殊財政部
日本共産党特殊財政部（にほんきょうさんとうとくしゅざいせいぶ）は、日本共産党内部の所感派（1950年代に非合法的な地下活動をすすめていた）が設けたとされる資金獲得部署のことである。別名「トラック部隊」。
「トラック部隊」の由来は、佐世保鎮守府関連の施設にトラックで乗り付けて、戦後不要になった大量の軍需品を運び出して売りさばいた窃盗団だという。

## 概要
1950年のGHQ指令によるレッドパージや公職追放によって組織・財政に大きな打撃を受けた日本共産党のもと、党活動資金・軍事資金獲得のために創設された。
詐欺・横領・特別背任・外為法違反行為等々の不法手段を講じ、中小企業をターゲットとして乗っ取りや計画倒産などの知能犯罪によって数億円（当時）相当の資金を収奪した。警視庁公安部で処理されたものだけでも、309件、検挙者25人、被害総額3億9937万円にも上るとされる。

## 記録
「トラック部隊」なる名称が新聞記事として残っている代表的な動きとして、1957年8月22日の一斉捜索・摘発があげられる。記事は、捜索が行われる当日の朝刊に予告記事として掲載された。
当時の国会でも「トラック部隊事件」については、多少触れられている。しかし、自由民主党もこの問題について積極的に議論した形跡は見当たらず、警備公安当局も、現在捜査中と国会に報告したのみで終わっている。
最初に「トラック部隊事件」が国会に報告されたのは、1957年11月14日の参議院地方行政委員会で、当時の山口喜雄警察庁警備部長が、警察行政の報告のなかで、「いわゆる日本共産党関係のトラック部隊の検挙というものが現在行われておる」「この事件は、中小企業から資金を収奪をしてそれを党の活動に回したのではないかという容疑をもって、現在捜査中」と報告した。しかし、それについての質疑は与党側からも行われなかった。
また、1958年4月25日の衆議院法務委員会で日本共産党の志賀義雄が「トラック部隊事件」の他に「官庁スパイ事件」、「人民艦隊事件」などをあげて、「選挙前にこういうばかげた検挙をやって共産党にけちをつける」と批判している。
さらに、後に黒い霧事件で失脚した自由民主党の田中彰治代議士が1960年2月5日の第34回国会の衆議院決算委員会で、「あるガス会社」に関して、共産党のトラック部隊と関係があるかのような発言をしているが、具体的な資料などの提示もなく政府側とのその後の質疑でも継続したやり取りに至っていない。

## 解明の状況
「トラック部隊」の行った犯罪行為、不法行為、警察の検挙人数・件数がネット上に掲載され、初代隊長が映画プロデューサーの大村英之助だとする説が半ば定説化されつつあるが、個々の事件について、具体的な資料を掲げて論証したものはほとんど見つかっていない。党分裂時代を総括したと自負する日本共産党もこの問題について解明をしておらず、摘発に積極的に取り組んだはずの警備公安当局も国会など、公的な場でその全貌について明らかにしていないままである。

## 「繊研事業部事件」
トラック部隊の関連が注目されている事件で、具体的な新聞記事や文学作品（水上勉の「霧と影」など）に記録が残されているものとして、「繊研事業部事件」がある。
1956年5月、警視庁捜査二課と東京久松署が1950年にレッドパージを受けた全労連幹事で全逓役員の「M」が社長を務めていた会社「株式会社繊研事業部」の取込み詐欺容疑事件を捜査。
文芸評論家の佐々木基一らが出席した『中央公論』1957年1月号の座談会『若き日共党員の悩み』のなかで、武井昭夫がこの問題を追及した。
1957年8月22日の「トラック部隊」一斉捜索・摘発の際にも、「繊研事業部事件」との関連が報道された。
事件があたかも、事件を起こした株式会社（1954年8月設立）の母体とされる「財団法人日本繊維経済研究所」（1948年7月20日設立）関連の企業全体に及ぶ事件であるかのようにとらえられがちだが、実際は、この財団法人から、別の系統で枝分かれしていった「繊研新聞社」（1956年2月設立）や「大阪繊維研究社」（1954年8月設立）は、その後、事業を継続し、現在も業界専門紙・誌の発行を続けている。